# Minineptuno

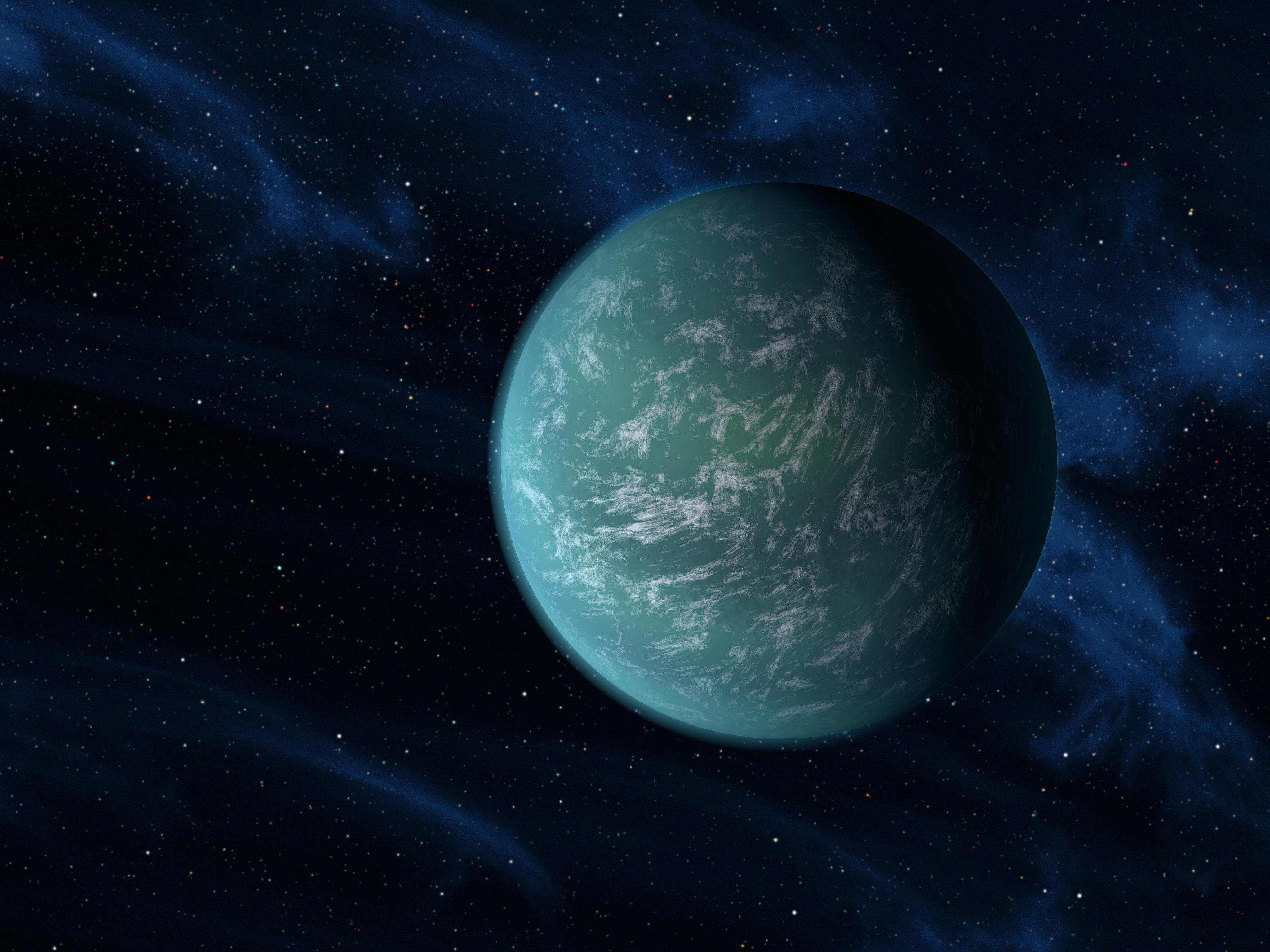
La concepción de este artista ilustra Kepler-22b.

Un minineptuno (a veces llamado enano de gas o planeta transicional) es un planeta más pequeño que Urano y Neptuno y hasta unas 10 veces la masa de la Tierra. Estos planetas tienen gruesas atmósferas de hidrógeno y helio, probablemente con capas profundas de hielo, roca u océanos líquidos (hechos de agua, amoniaco, una mezcla de ambos, o elementos más pesados y volátiles). Tienen pequeños núcleos hechos de componentes de baja densidad.
 Los estudios teóricos de tales planetas se basan libremente en el conocimiento acerca de Urano y Neptuno. Si no tuvieran una atmósfera densa, se clasificarían como un planeta océano. Una línea divisoria estimada entre un planeta rocoso y un planeta gaseoso es de alrededor de dos radios de la Tierra, pero para la masa, puede variar ampliamente para diferentes planetas en función de sus composiciones. La masa puede variar desde un mínimo de dos veces la masa terrestre hasta un máximo de 20 veces la masa terrestre.
Se han descubiertos varios exoplanetas que posiblemente son enanos de gas, basándose en las masas y densidades conocidas. Por ejemplo, Kepler-11f tiene una masa de 2,3 veces la masa terrestre, pero su densidad es la misma que la de Saturno, lo que implica que este planeta es un enano de gas con un océano líquido rodeado de una espesa atmósfera de hidrógeno y helio, y solo un pequeño núcleo rocoso. Tales planetas no deben orbitar muy cerca del calor de sus estrellas madre, de lo contrario la espesa atmósfera sería arrastrada por los vientos estelares. Se ha demostrado en el sistema Kepler-11, y en el sistema COROT-7 que los planetas interiores tienen densidades más altas que los planetas que orbitan más lejos.